# Чистов Станіслав Михайлович
Станіслав Михайлович Чистов (рос. Станислав Михайлович Чистов; 17 квітня 1983, м. Челябінськ, Росія) — російський хокеїст, лівий нападник. Виступає за «Трактор» (Челябінськ) у Континентальній хокейній лізі.
Вихованець хокейної школи «Трактор» (Челябінськ). Виступав за «Трактор-2» (Челябінськ), «Авангард» (Омськ), «Анагайм Дакс», «Цинциннаті Майті-Дакс» (АХЛ), «Металург» (Магнітогорськ), «Портленд Пайретс» (АХЛ), «Бостон Брюїнс», «Салават Юлаєв» (Уфа).
В чемпіонатах НХЛ — 196 матчів (19+42), у турнірах Кубка Стенлі — 21 матч (4+2).
У складі національної збірної Росії учасник EHT 2006. У складі молодіжної збірної Росії учасник чемпіонатів світу 2001 і 2002. У складі юніорської збірної Росії учасник чемпіонату світу 2001.
Досягнення
- Чемпіон Росії (2008), срібний призер (2001), бронзовий призер (2006)
- Володар Кубка Шпенглера (2005)
- Фіналіст Ліги чемпіонів (2009).